# Henk van Daam

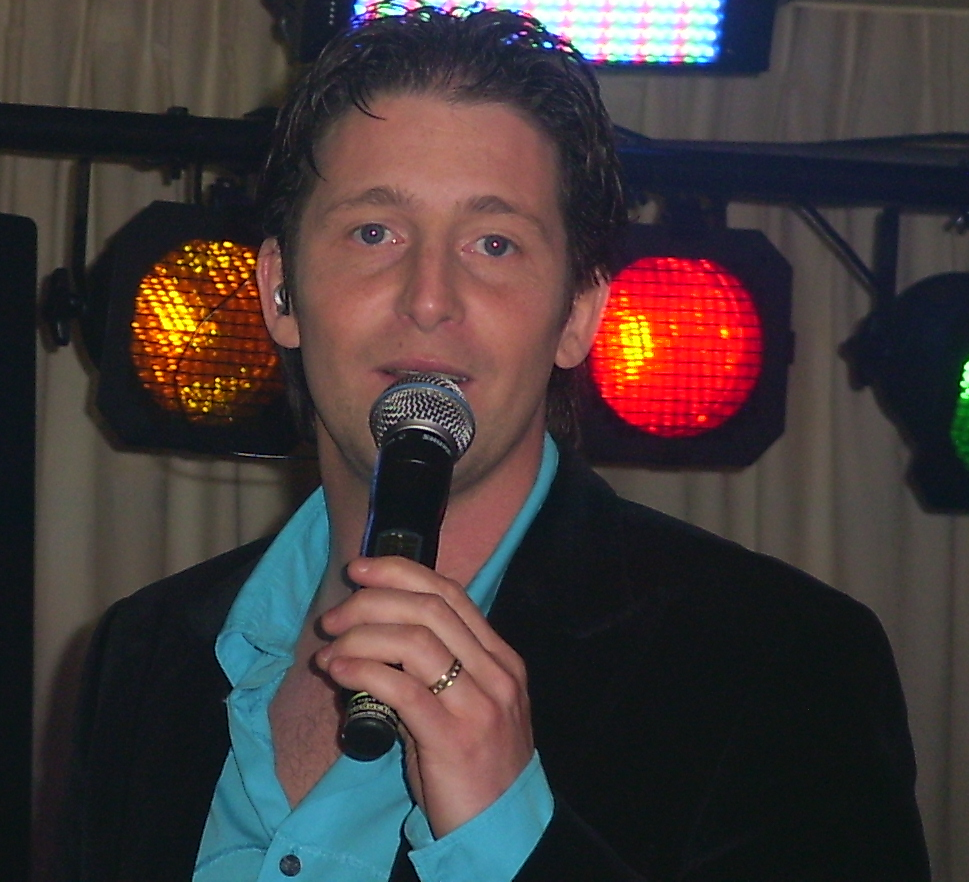
Henk Damen, 2009

Henk Damen (* 15. August 1980 in ’s-Hertogenbosch), in Deutschland bekannt als Henk van Daam, ist ein niederländischer Schlagersänger. Er singt auf Niederländisch und auf Deutsch und war sowohl in seiner Heimat als auch im deutschsprachigen Raum in den Charts erfolgreich.

## Biografie
Als Jugendlicher war Henk Damen ein talentierter Fußballspieler. Mit 16 Jahren schloss er sich dem Zweitligisten FC Den Bosch an. Als 18-Jähriger bekam er seine erste Chance in der ersten Mannschaft im Mittelfeld. Er kam aber nur auf vier Einsätze. Am Ende der Saison 1998/99 stieg der Verein ohne ihn in die Eredivisie auf und Damen gab seine Profikarriere auf, obwohl er später noch als Amateur für den Verein spielte und als Trainer arbeitete.
Stattdessen verlegte er sich aufs Singen und begann 2002 mit der Veröffentlichung von Schlagersongs. Mit Ik droom m’n hele leven van jou! hatte er einen ersten Erfolg in den Top-100-Singlecharts. Kurz darauf erschien sein Debütalbum Zomer liefde, das bis auf Platz 39 stieg und sich 10 Wochen in den Charts hielt. Obwohl er eine Reihe weiterer Singlehits hatte, floppte das zweite Album Liefde is … ein Jahr später und erreichte nur eine Woche auf Platz 94.
Für einen zweiten Anlauf ließ er sich drei Jahre Zeit und mit dem Album Helemaal verliefd ging es 2006 wieder aufwärts. Der richtige Durchbruch kam aber erst weitere drei Jahre später mit dem Album Laat mij alleen, das bis auf Platz 32 kam und sich über ein halbes Jahr lang in den Charts hielt. Mit dem Titelsong und den beiden Liedern Ik wil jou voor altijd und Zij valt op de DJ hatte er gleich drei Hits, die 2008/09 Platz 11 bzw. 12 in den Top 100 erreichten.
In den folgenden Jahren wurde es etwas ruhiger um Damen. Er hatte einige Singlehits und veröffentlichte ein Best-of-Album, aber erst 2013 folgte wieder ein neues Studioalbum. Mit Vandaag begint m’n leven gelang ihm in diesem Jahr erstmals der Sprung unter die Top 10 der Albumcharts. Zwei Jahre später folgte mit Een moeder hart das sechste Album, das sich noch eine Position besser auf 8 platzieren konnte.
Schon ab 2012 begann er auch, auf Deutsch zu singen und zu veröffentlichen. Dafür nahm er den Künstlernamen Henk van Daam an. Unterstützt wurde er von dem bekannten Schlagerproduzenten Alfons Weindorf, der ihn für sein neu gegründetes Label Mandorla unter Vertrag nahm. 2014 erschien dort sein erstes deutsches Album Millionen Küsse. Mit zwei weiteren Alben erreichte er eine größere Bekanntheit und Anhängerschaft im deutschsprachigen Raum, auch wenn er in die offiziellen Charts nicht vorstoßen konnte. Im Frühjahr 2021 brachte er dann ein deutsches Best-of-Album heraus: Das Beste erreichte Platz 5 in den deutschen und Platz 18 in den österreichischen Charts.

## Diskografie

### Alben
| Jahr              | Titel                    | Höchstplatzierung, Gesamtwochen, AuszeichnungChartplatzierungen (Jahr, Titel, Platzierungen, Wochen, Auszeichnungen, Anmerkungen) | Höchstplatzierung, Gesamtwochen, AuszeichnungChartplatzierungen (Jahr, Titel, Platzierungen, Wochen, Auszeichnungen, Anmerkungen) | Höchstplatzierung, Gesamtwochen, AuszeichnungChartplatzierungen (Jahr, Titel, Platzierungen, Wochen, Auszeichnungen, Anmerkungen) | Anmerkungen                                                          |
| Jahr              | Titel                    | NL | DE | AT | Anmerkungen                                                          |
| ----------------- | ------------------------ | --- | --- | --- | -------------------------------------------------------------------- |
| als Henk Damen    |                          | | | |                                                                      |
|                   |                          | | | |                                                                      |
| 2002              | Zomer liefde             | NL39 (10 Wo.)NL | — | — |                                                                      |
| 2003              | Liefde is …              | NL94 (1 Wo.)NL | — | — |                                                                      |
| 2006              | Helemaal verliefd        | NL77 (3 Wo.)NL | — | — |                                                                      |
| 2009              | Laat mij alleen          | NL32 (32 Wo.)NL | — | — |                                                                      |
| 2011              | Het beste van            | NL99 (1 Wo.)NL | — | — | Best-of-Album                                                        |
| 2013              | Vandaag begint m’n leven | NL9 (15 Wo.)NL | — | — |                                                                      |
| 2015              | Een moeder hart          | NL8 (5 Wo.)NL | — | — |                                                                      |
| als Henk van Daam |                          | | | |                                                                      |
|                   |                          | | | |                                                                      |
| 2021              | Das Beste                | — | DE5 (2 Wo.)DE | AT18 (1 Wo.)AT | Erstveröffentlichung: 30. April 2021 deutschsprachiges Best-of-Album |
| 2022              | Alle unsere Träume       | — | DE11 (1 Wo.)DE | AT53 (1 Wo.)AT | Erstveröffentlichung: 25. März 2022                                  |
| 2024              | Du liegst mir im Herzen  | — | DE6 (1 Wo.)DE | AT9 (1 Wo.)AT | Erstveröffentlichung: 22. März 2024                                  |

Weitere deutsche Alben
- Millionen Küsse (2014)
- Sag einfach ja! (2016)
- Wegen ihr (2017)

### Lieder
- Ik droom m’n hele leven van jou! (2002)
- Jouw tranen komen veel te laat (2002)
- Dag en nacht (2003)
- Voor jou (2003)
- Morgen krijg je ’n ontbijt van mij (2004)
- Alle meisjes zijn mij even lief (2004)
- Dans een keer met mij (2006)
- Wat een lekker ding (2007)
- Ik wil jou voor altijd (2008)
- Zij valt op de DJ (2008)
- Ik heb de hele nacht gedroomd (2008)
- Ik wil de hele avond dansen (2009)
- Laat mij alleen (2009)
- Leef jij je eigen leven maar! (2010)
- Morgenvroeg dan kus ik jou (2011)
- Maria Maria (2012)
- Ik heb genoeg van jou (2012)
- Vandaag begint m’n leven (2013)
- Kus me kus me (2013)
- Schatje ik mis jou (2014)